# 胶束

磷脂分子在水溶液中形成的胶束的示意图。

胶束（micelle）又稱胶团、微胞、微团，是表面活性剂在溶液中的浓度到达及超过臨界膠束濃度CMC后，其分子或离子自动缔合成的胶体大小的聚集体质点微粒，这种胶体质点与离子之间处于平衡状态。汉语胶束的束，是“小捆、一把”的意思，因其不一定呈球（团）状，随浓度不同亦可为棒状、层状、块状。
单个表面活性剂分子在溶于水后，完全被水分子包围，分子中的亲水基团有被水吸引的趋势，而亲油基团则被水排斥，因此表面活性剂分子占据溶液表面，在表面吸附，将其亲油基团伸向空气。这种表面吸附达到饱和后，如果表面活性剂的浓度继续增加，则溶液内部的表面活性剂分子将采取另一种对水进行排斥的方式，即分子中的长链亲油基团通过分子间吸引力相互缔合，自身相互抱成团，而亲水基团则伸向水中，与水分子结合，形成聚集体，即胶束。
胶束一般为球、柱、片等形状，其结构问题至今仍未完全搞清。从实验数据可知，当表面活性剂溶液的浓度达到一定值后胶束开始形成，浓度越大形成的胶束越多。胶束开始明显形成时溶液中表面活性剂的浓度称为臨界膠束濃度（Critical micelle concentration），记作CMC。临界胶束浓度是表面活性剂的重要参数之一，它可以通过理论推算，也可以通过表面张力法、电导法、折光指数法和染料增溶法等来测定。
在临界胶束浓度前后，表面活性剂浓度的许多物理性质，如电导率、渗透压、光学性质、去污能力、表面张力等，都发生显著变化，故在使用表面活性剂时必须超过CMC值，才能充分发挥表面活性剂的性能。多数表面活性剂的CMC值在0.001－0.02 mol/L左右。
在离子型表面活性剂的溶液中，单个表面活性剂离子与胶束之间可以形成平衡，该平衡受表面活性剂的浓度影响，当浓度较小时，溶液中主要是单个表面活性剂离子；当浓度较大或接近CMC时，溶液中将有少量胶束，如二聚体或三聚体等；当浓度10倍于CMC或更大时，胶束一般不是球形。

## 历史
1912年，布里斯托大学的James William McBain在大量实验数据的基础上提出，表面活性剂浓度大到一定程度后出现的反常现象，是由于表面活性剂离子或分子缔合成胶体大小的聚集体所导致的。G. S. Hartley在其所著的“Paraffin Chain Salts, A Study in Micelle Formation”一书中首先用Micelle一词来形容表面活性剂分子或离子形成的此类聚集体。
Micelle 一般读作 /maɪˈsɛl/（"my sell"），复数为 micelles；又拼作 micella，读作 /maɪˈsɛlə/，复数为 micellae；其语源自拉丁字 mica，“颗粒”之义，加上指小词缀 ‑elle，表示“微小颗粒”。